# Picris koreana
Picris koreana là một loài thực vật có hoa trong họ Cúc. Loài này được (Kitam.) Vorosch. miêu tả khoa học đầu tiên năm 1963.